# 让·德比夫
让·德比夫（法語：Jean Debuf，1924年5月31日—2010年10月6日），法国男子举重运动员。他曾代表法国参加1948年、1952年、1956年和1960年夏季奥林匹克运动会举重比赛，获得一枚铜牌。